# Chalan Kanoa

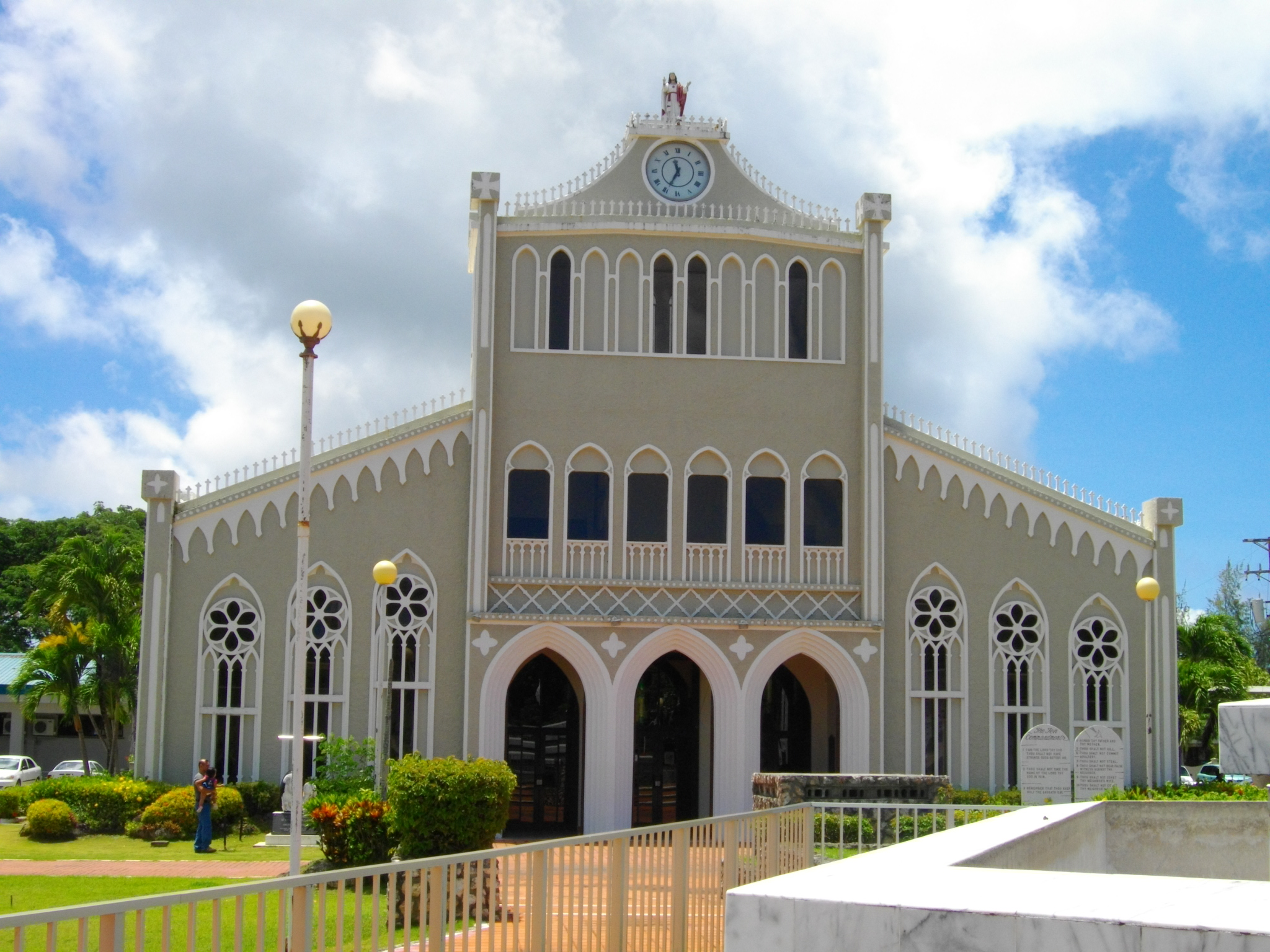
La Catedral de Nuestra Señora del Monte Carmelo es una catedral de la Iglesia católica romana se encuentra en el pueblo de Chalan Kanoa

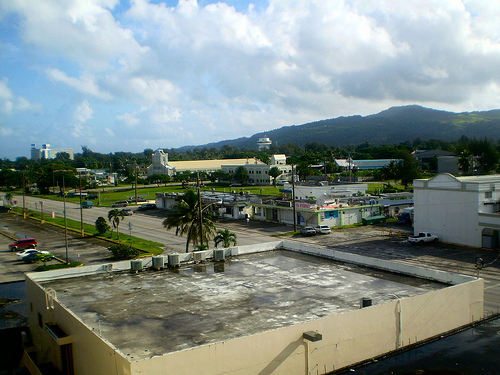
El pueblo principal de Chalan Kanoa desde el Aquarius Beach Tower Hotel. Al fondo se ve la histórica catedral del Monte Carmelo. Hay varias tiendas de comestibles, boutiques de ropa y establecimientos de comida rápida por toda la zona. El pico más alto de la isla, el monte Tapochau, se ve al fondo.

Chalan Kanoa (antiguo nombre japonés: 茶覧, Charan) es un asentamiento en la isla de Saipán, en las Islas Marianas del Norte. Se encuentra en el suroeste de la isla. El pueblo contiene la oficina central de correos de la isla, así como la histórica Iglesia Católica  Catedral de Nuestra Señora del Monte Carmelo. La escuela de Monte Carmelo, que es una de las mejores instituciones educativas en la isla también se encuentra en Chalan Kanoa. Una vez que un pueblo separado, ahora prácticamente colinda con otros pueblos cercanos en el camino a la playa, incluyendo Susupe y San Antonio.
El pueblo de Chalan Kanoa es considerado como uno de los más nuevos pueblos de la isla.
Antes del surgimiento de Garapan como centro turístico de Saipán en la década de 1990, la mayor parte del sector turístico de la isla tenía su base en Chalan Kanoa.
El pueblo de Chalan Kanoa se considera uno de los pueblos más nuevos de la isla.
Una de las principales carreteras de la isla, Beach Road (autopista 33), atraviesa Chalan Kanoa y la conecta con el resto de la isla.
Como el turismo es una parte importante de la economía de Saipán, hay bastantes hoteles en el pueblo. Entre ellos, el recientemente renovado Chalan Kanoa Beach Hotel, el Aquarius Beach Tower y varios hoteles pequeños que también se encuentran en la zona.
Chalan Kanoa también está cerca del único lago de las Islas Marianas del Norte, el lago Susupe.

## Educación

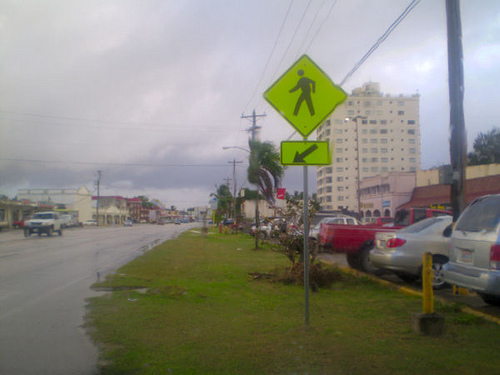
Chalan Kanoa desde el suelo. El Hotel Aquarius se encuentra a la derecha. El Kentucky Fried Chicken, el Taco Bell y la tienda departamental y de comestibles Town House están a la derecha.

El Sistema de Escuelas Públicas de la Mancomunidad de las Islas Marianas del Norte administra escuelas públicas locales. La escuela primaria William S. Reyes está ubicada en Chalan Kanoa. Lleva el nombre del primer superintendente de educación de las Islas Marianas del Norte, William Sablan Reyes. Se estableció como la Escuela Findley para Niños Nativos en 1946 y luego se le cambió el nombre a Escuela Primaria Chalan Kanoa. Recibió su nombre actual en 1984.
Escuelas privadas:
- Escuela Monte Carmelo
- Escuela Internacional de Saipán